# Lluís Jofre i Roca
Lluís Jofre i Roca (Canet de Mar, 18 de març del 1956) és doctor enginyer de Telecomunicació per la Universitat Politècnica de Catalunya (1982) i catedràtic de Teoria del Senyal i Comunicacions a l'Escola Tècnica Superior d'Enginyeria de Telecomunicació de Barcelona (1989). És secretari d'Universitats i Recerca del Govern de la Generalitat des del novembre de 2015.
Des del gener del 2011, ha ocupat el càrrec de director general d'Universitats. Anteriorment, ja havia estat vinculat amb la política en l'àmbit d'universitats i recerca, ja que, entre d'altres, ha estat director del Pla Estratègic per a la Societat de la Informació a Catalunya (1998-2000), director de la Fundació Catalana per a la Recerca (2002-04) i del programa EnginyCAT, de promoció de les enginyeries de la Generalitat de Catalunya (2008-11).
També ha estat professor visitant a l'Escola Superior d'Electricitat de París (1981-1982), a l'Institut de Tecnologia de Geòrgia d'Atlanta (1986-1987) i a la Universitat de Califòrnia a Irvine (2000-2001). És membre de la Secció de Ciències i Tecnologia de l'Institut d'Estudis Catalans, Medalla Narcís Monturiol 2009 de la Generalitat de Catalunya a la Recerca i Fellow 2011 de l'Institute of Electrical and Electronic Engineering (IEEE).